# IC 4557
IC 4557 ist eine Spiralgalaxie vom Hubble-Typ S im Sternbild Bärenhüter am Nordsternhimmel. Im selben Himmelsareal befinden sich u. a. die Galaxien NGC 5966, IC 4560, IC 4563.
Das Objekt wurde am 24. Juli 1903 von Stéphane Javelle entdeckt.